# Камуку (национальный парк)
Камуку (англ. Kamuku National Park, хауса Filin shakatawa na Kasa na Kamuku) — национальный парк в Нигерии.
Площадь — 1120 км². Расположен в 14 км северо-западнее города Кадуна. Охраняемая зона была образована ещё британской администрацией в 1936 году, в 1999 году Служба национальных парков присвоила Камуку статус национального парка для развития экотуризма. Тем не менее, из-за сложной обстановки в Северной Нигерии, с 2021 года прекращено обслуживание Камуку, а также двух других национальных парков — Каинджи и Бассейн Чада.
Природа национального парка — суданская саванна. Типичные растения — Isoberlinia, Terminalia avicennioides и Detarium macrocarpum. Также распространены разные виды акации, Daniellia, науклеи, лофира, паркия Клаппертона (Parkia biglobosa), афцелия и рафия. У рек и в лесных участках произрастает масличная пальма.
Среди животных известен лесной слон, находящийся под угрозой. Это главная цель для посещения туристов. Также распространены кафрская африканская дрофа, птица-секретарь и абиссинский рогатый ворон. Также фауна представлена типичными африканскими саванными видами — антилопами, дукерами, конгони и павианом-анубисом и обыкновенным бородавочником.